# Friedrich Christian von Liebenau
Friedrich Christian von Liebenau (* 1764 in Pretzsch; † 18. September 1832 wahrscheinlich in Zwickau) war ein königlich-sächsischer Oberst.

## Leben
Nach seinem Eintritt in die Sächsische Armee bekleidete von Liebenau 1778 den Rang eines Kadetten nach seinem Eintritt in das Dresdner Kadettenhaus. Im Jahre 1781 war er Kadett-Korporal und avancierte 1783 zum Fähnrich im Infanterieregiment „Zanthier“, wo er auch 1791 sein Offizierspatent als Sousleutnant bekam. Als solcher nahm er auch 1796 am Feldzug seines Regiments und beim Gefecht bei Wetzlar teil. Noch während dieses Feldzuges wurde er Adjutant eines Grenadierbataillons.
1797 wurde von Liebenau zum Premierleutnant befördert, 1801 Regimentsadjutant und 1803 Hauptmann. 1806 nahm er als solcher an den Napoleonischen Kriegen teil. 1809 wurde von Liebenau zum Major befördert. Bei der Schlacht bei Wagram im gleichen Jahr gegen Österreich wurde er verwundet und für seine Tapferkeit mit dem Ritterkreuz des Militär-St.-Heinrichs-Ordens ausgezeichnet. Bei der Umbildung der sächsischen Armee Anfang 1810 wurde von Liebenau zum Kommandeur eines Grenadier-Bataillons ernannt, das auch Grenadieren der Regimenter „Prinz Friedrich August“ und „Prinz Klemens“ gebildet in Wittenberg wurde.
Mit diesem Bataillon nahm von Liebenau am Russlandfeldzug 1812 als Bestandteil des 7. Armeekorps teil. Besonders gelobt wurde er für das Gefecht am 18. Oktober 1812 an der Bialka und beim Rückzug am 13. Februar 1813 bei Kalisch, wo er sich erfolgreich mit dem Rest seines Bataillons gegen die zahlenmäßig überlegene russische Kavallerie verteidigte, gleichzeitig aber durch einen Kartätschenschuss schwer verwundet wurde. Noch im März 1813 wurde von Liebenau zum Oberstleutnant befördert, konnte aber aufgrund seiner Verwundung erst nach der Völkerschlacht bei Leipzig wieder seinen Dienst aufnehmen. Dazu erhielt er das Kommando des 3. provisorischen Linienregiments, das er beim Feldzug 1814 bis in die Niederlande führte. Noch im gleichen Jahr diente von Liebenau im Kommandostab der Infanterie.
Nach der Rückkehr des Königs Friedrich August von Sachsen in seine Heimat nach dem Wiener Kongress wurde von Liebenau 1815 unter Beibehaltung des Kommandos über das Infanterie-Regiments „Prinz Friedrich August“ zum Oberst befördert. 1821 übergab man ihm das Kreuz der Ehrenlegion, dass Liebenau bereits 1813 verliehen wurde. Anlässlich seines 50-jährigen Dienstjubiläums belieh ihn König Anton am 15. August 1831 mit dem Kommandeurkreuz II. Klasse des Militär-St.-Heinrichs-Ordens. Im Jahr darauf erkrankte Liebenau schwer, so dass er den Herbstübungen seines Regiments nicht beiwohnen konnte. Von dieser Krankheit erholte er sich nicht mehr. 1832 wurde ihm die Ehrenbürgerschaft der Stadt Zwickau zuerkannt.

## Familie
Friedrich Christian von Liebenau entstammte dem Adelsgeschlecht von Liebenau.
Er heiratete am 28. Oktober 1807 in Torgau Christiana Susanna Perpetua von Egidy (* 25. März 1778 in Dresden; † 2. April 1856 ebenda), Tochter des königlich-sächsischen Oberstleutnants Karl Christoph von Egidy (1728–1809) und dessen Ehefrau Maria Louisa Friederika Henriette Edle von Le Coq (1752–1799). Das Paar hatte folgende bekannte Kinder:
- Friederike Susette von Liebenau († 1869 in Dresden)
- Mathilde von Liebenau ⚭ Friedrich Albert Hase.